# Acleisanthes
Genre
Acleisanthes est un genre de végétaux de la famille des Nyctaginaceae.

## Liste d'espèces
Selon ITIS :
- Acleisanthes acutifolia Standl.
- Acleisanthes anisophylla Gray
- Acleisanthes crassifolia Gray
- Acleisanthes longiflora Gray
- Acleisanthes obtusa (Choisy) Standl.
- Acleisanthes wrightii (Gray) Benth. & Hook. f. ex Hemsl.